# アラニノール
アラニノール（英語: alaninol）は、化学式が CH3CH(NH2)CH2OH の有機化合物である。無色の固体で、アルカノールアミン（アミノアルコール）に分類される。

## 合成
アラニンのカルボキシ基を水素化リチウムアルミニウムのような強力な還元剤でアルコールに変換することで合成できる。

## 性質
キラル化合物であり、ラセミ体の物理的性質はエナンチオマーとは多少異なる。この化合物は、不斉触媒反応に使用される多数のキラル配位子の前駆体である。
この化合物は1,2-エタノールアミンの一例である。